# 渡邊悠 (バスケットボール)
渡邊 悠（わたなべ ゆう、1998年5月7日 - ）は、日本の元女子バスケットボール選手である。ポジションはシューティングガード。ニックネームは「ユウ」。

## 人物
福島県出身。
福島西高校でインターハイ・ウィンターカップを経験し、筑波大学では、4年時に主将を務めインカレ3位に導く。
卒業後の2021年、富士通レッドウェーブに加入。
2023年引退。

## 経歴
- 福島西高 - 筑波大 - 富士通レッドウェーブ（2021〜2023）